# 징

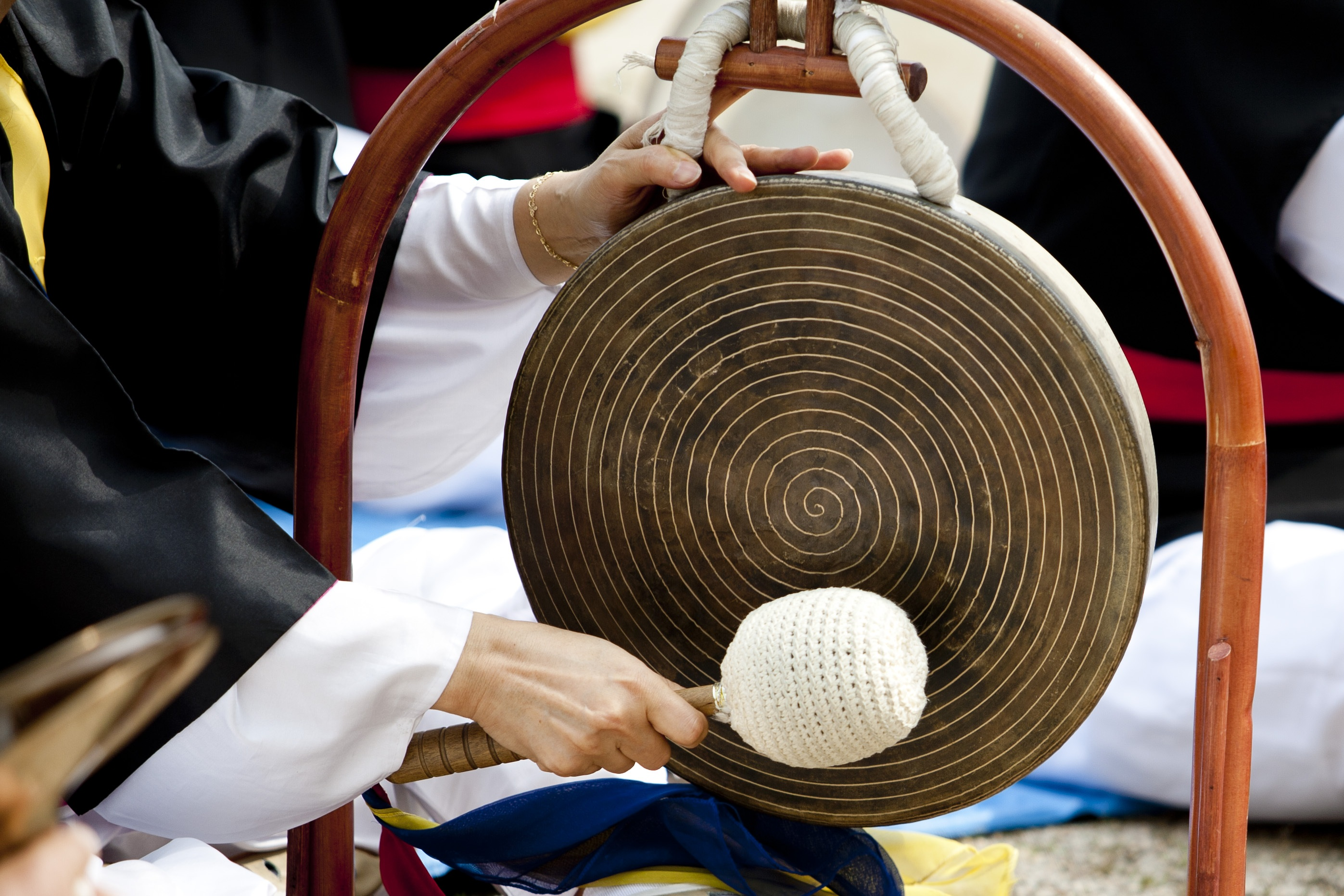
징의 모습. 꽝

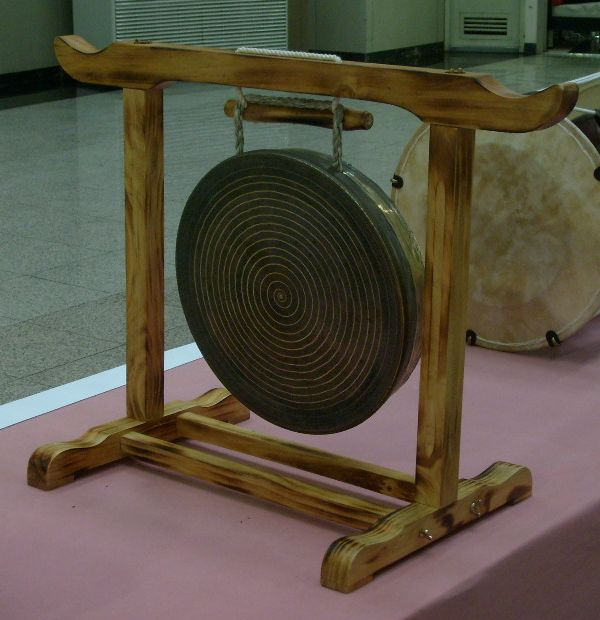
매달려있는 징.

징[鉦] 또는 금(金), 금징(金-), 대금(大金)은 한국의 타악기이다. 한국에서 직접 만든 것이며, 국악기 중 금부(金部)에 포함된다. 놋쇠를 이용해 큰 그릇 모양으로 징을 만들어, 끈을 매달아 손에 쥐고 채를 이용해 꽝하고 치거나, 나무로 만든 틀에 묶고 꽝하고 친다. 채는 나무로 만든 손잡이에 끝부분을 헝겊으로 감아 만다. 사물(四物)의 하나로 사물놀이에 사용되며, 군악(軍樂)이나 무악(巫樂), 불교음악 등에도 사용된다. 종묘제례악의 정대업(定大業)에도 사용된다. 소리가 절에 있는 범종이랑 유사할 정도로 웅장하다.
크고 둥근 놋쇠판에 끈을 달아 부드러운 뭉치로 된 채로 친다. 징은 한편으로 라, 증라 혹은 동라로 불리는데, 지름이 6치 정도의 작은 것은 소라라 하고, 1자 정도 큰 것은 대라라 부른다. 이것과 비슷하나 따로 대금(大金)이 있는데 이것은 더욱 커서 1자 2치 정도이다. 군악기(軍樂器)로 취타 혹은 군중신호로 치는 것은 금증(金鉦)·금라·금(金)이라 하고, 종묘제례악에 쓰이는 것은 대금이다. 불교음악에서는 라·무속음악과 농악에서는 그냥 징이라 부른다. 징과 대금은 중국에서 상고시대부터 썼던 것으로 한국에서는 고려 때 썼던 기록이 있으나 그 이전에 썼는지는 아직 밝혀지지 않고 있다.

## 같이 보기
- 공 (악기)